# Terebellidae
Terebellidae zijn een familie van borstelwormen uit de onderorde van de Terebellomorpha. De wetenschappelijke naam van de familie werd voor het eerst geldig gepubliceerd in 1846 door Johnston.

## Taxonomie
De volgende taxa zijn bij de familie ingedeeld:
- Onderfamilie Polycirrinae Malmgren, 1866
  - Geslacht Amaeana Hartman, 1959
  - Geslacht Biremis Polloni, Rowe & Teal, 1973
  - Geslacht Enoplobranchus Verrill, 1879
  - Geslacht Hauchiella Levinsen, 1893
  - Geslacht Lysilla Malmgren, 1866
  - Geslacht Polycirrus Grube, 1850
- Onderfamilie Terebellinae Johnston, 1846
  - Geslacht Amphitrite Müller, 1771
  - Geslacht Amphitritides Augener, 1922
  - Geslacht Arranooba Hutchings & Glasby, 1988
  - Geslacht Artacama Malmgren, 1866
  - Geslacht Articulatia Nogueira, Hutchings & Amaral, 2003
  - Geslacht Axionice Malmgren, 1866
  - Geslacht Baffinia Wesenberg-Lund, 1950
  - Geslacht Bathya Saint-Joseph, 1894
  - Geslacht Betapista Banse, 1980
  - Geslacht Colymmatops Peters, 1855
  - Geslacht Eupistella Chamberlin, 1919
  - Geslacht Eupolymnia Verrill, 1900
  - Geslacht Hadrachaeta Hutchings, 1977
  - Geslacht Hutchingsiella Londoño-Mesa, 2003
  - Geslacht Lanassa Malmgren, 1866
  - Geslacht Lanice Malmgren, 1866
  - Geslacht Lanicides Hessle, 1917
  - Geslacht Lanicola Hartmann-Schröder, 1986
  - Geslacht Laphania Malmgren, 1866
  - Geslacht Leaena Malmgren, 1866
  - Geslacht Loimia Malmgren, 1866
  - Geslacht Longicarpus Hutchings & Murray, 1984
  - Geslacht Morgana Nogueira & Amaral, 2001
  - Geslacht Neoamphitrite Hessle, 1917
  - Geslacht Neoleprea Hessle, 1917
  - Geslacht Nicolea Malmgren, 1866
  - Geslacht Opisthopista Caullery, 1944
  - Geslacht Paralanice Caullery, 1944
  - Geslacht Paramphitrite Holthe, 1976
  - Geslacht Paraxionice Fauchald, 1972
  - Geslacht Phisidia Saint-Joseph, 1894
  - Geslacht Pista Malmgren, 1866
  - Geslacht Pistella Hartmann-Schröder, 1996
  - Geslacht Polymniella Verrill, 1900
  - Geslacht Proclea Saint-Joseph, 1894
  - Geslacht Pseudopista Hutchings & Smith, 1997
  - Geslacht Pseudoproclea Hutchings & Glasby, 1990
  - Geslacht Ramex Hartman, 1944
  - Geslacht Reteterebella Hartman, 1963
  - Geslacht Scionella Moore, 1903
  - Geslacht Scionides Chamberlin, 1919
  - Geslacht Spinosphaera Hessle, 1917
  - Geslacht Spiroverma Uchida, 1968
  - Geslacht Stschapovella Levenstein, 1957
  - Geslacht Terebella Linnaeus, 1767
  - Geslacht Terebellobranchia Day, 1951
  - Geslacht Terebellodibranchia Misra & Chakraborty, 1990
  - Geslacht Tyira Hutchings, 1997
  - Geslacht Varanusia Nogueira, Hutchings & Carrerette, 2015
- Onderfamilie Thelepodinae Hessle, 1917
  - Geslacht Euthelepus McIntosh, 1885
  - Geslacht Mesopothelepus Nogueira, Fitzhugh, Hutchings & Carrerette, 2017
  - Geslacht Parathelepus Caullery, 1915
  - Geslacht Pseudostreblosoma Hutchings & Murray, 1984
  - Geslacht Pseudothelepus Augener, 1918
  - Geslacht Rhinothelepus Hutchings, 1974
  - Geslacht Streblosoma M. Sars in G.O. Sars, 1872
  - Geslacht Telothelepus Day, 1955
  - Geslacht Thelepides Gravier, 1911
  - Geslacht Thelepus Leuckart, 1849

### Nomen dubium
- Tribus Artacamini
- Tribus Terebellini
- Tribus Thelepini
- Geslacht Ehlersiella McIntosh, 1885
- Geslacht Naneva Chamberlin, 1919
- Geslacht Odysseus Kinberg, 1866
- Geslacht Uncinochaeta Quatrefages, 1866
- Geslacht Lapidaria Zachs
- Geslacht Teredo [Forskål, 1775]
- Geslacht Pseudothelepus Hutchings, 1997

### Nomen nudum
- Geslacht Amphytrite Renier, 1804
- Geslacht Dendrobranchus Wagner, 1885

### Synoniemen
- Onderfamilie Amphitritinae Malmgren, 1866 => Terebellinae Johnston, 1846
- Onderfamilie Artacaminae Malmgren, 1866 => Terebellinae Johnston, 1846
- Onderfamilie Thelepinae Hessle, 1917 => Thelepodinae Hessle, 1917
- Geslacht Amaea Malmgren, 1866 => Amaeana Hartman, 1959
- Geslacht Anisocirrus Gravier, 1905 => Polycirrus Grube, 1850
- Geslacht Aphlebina Claparède, 1864 => Polycirrus Grube, 1850
- Geslacht Apneumea Quatrefages, 1866 => Polycirrus Grube, 1850
- Geslacht Chaetobranchus Verrill, 1873 => Enoplobranchus Verrill, 1879
- Geslacht Cyaxares Kinberg, 1867 => Polycirrus Grube, 1850
- Geslacht Dejoces Kinberg, 1867 => Polycirrus Grube, 1850
- Geslacht Ereutho Malmgren, 1866 => Polycirrus Grube, 1850
- Geslacht Leucariste Malmgren, 1866 => Polycirrus Grube, 1850
- Geslacht Litancyra Hutchings, 1977 => Polycirrus Grube, 1850
- Geslacht Lysille Gravier, 1911 => Lysilla Malmgren, 1866
- Geslacht Pseudoampharete Hartmann-Schröder, 1960 => Polycirrus Grube, 1850
- Geslacht Torquea Leidy, 1855 => Polycirrus Grube, 1850
- Geslacht Amphiro McIntosh, 1922 => Terebella Linnaeus, 1767
- Geslacht Amphitritoides Costa, 1862 => Eupolymnia Verrill, 1900
- Geslacht Dendrophora Grube, 1850 => Pista Malmgren, 1866
- Geslacht Eupista McIntosh, 1885 => Eupistella Chamberlin, 1919
- Geslacht Euscione Chamberlin, 1919 => Axionice Malmgren, 1866
- Geslacht Heterophyselia Quatrefages, 1866 => Terebella Linnaeus, 1767
- Geslacht Heteroterebella Quatrefages, 1866 => Terebella Linnaeus, 1767
- Geslacht Idalia Quatrefages, 1866 => Pista Malmgren, 1866
- Geslacht Laphaniella Malm, 1874 => Lanassa Malmgren, 1866
- Geslacht Leanea [auctt.] => Leaena Malmgren, 1866
- Geslacht Lepraea [auctt.] => Leprea Malmgren, 1866 => Terebella Linnaeus, 1767
- Geslacht Leprea Malmgren, 1866 => Terebella Linnaeus, 1767
- Geslacht Lizardia Nogueira, Hutchings & Carrerette, 2015 => Varanusia Nogueira, Hutchings & Carrerette, 2015
- Geslacht Melinella McIntosh, 1914 => Axionice Malmgren, 1866
- Geslacht Otanes Kinberg, 1867 => Pista Malmgren, 1866
- Geslacht Pallonia Costa, 1862 => Eupolymnia Verrill, 1900
- Geslacht Paraeupolymnia Young & Kritzler, 1987 => Lanicola Hartmann-Schröder, 1986
- Geslacht Physelia [auctt.] => Phyzelia Schmarda, 1861 => Nicolea Malmgren, 1866
- Geslacht Phyzelia Schmarda, 1861 => Nicolea Malmgren, 1866
- Geslacht Polymnia Malmgren, 1867 => Eupolymnia Verrill, 1900
- Geslacht Reterebella [auctt.] => Reteterebella Hartman, 1963
- Geslacht Schmardanella McIntosh, 1885 => Terebella Linnaeus, 1767
- Geslacht Scione Malmgren, 1866 => Axionice Malmgren, 1866
- Geslacht Scionopsis Verrill, 1873 => Pista Malmgren, 1866
- Geslacht Solowetia Ssolowiew, 1899 => Proclea Saint-Joseph, 1894
- Geslacht Terebellanice Hartmann-Schröder, 1962 => Thelepus Leuckart, 1849
- Geslacht Wartelia Giard, 1878 => Lanice Malmgren, 1866
- Geslacht Decathelepus Hutchings, 1977 => Parathelepus Caullery, 1915
- Geslacht Glossothelepus Hutchings & Glasby, 1986 => Rhinothelepus Hutchings, 1974
- Geslacht Grymaea Malmgren, 1866 => Streblosoma M. Sars in G.O. Sars, 1872
- Geslacht Heterophenacia Quatrefages, 1866. => Thelepus Leuckart, 1849
- Geslacht Kritzlerius Londoño-Mesa, 2009 => Parathelepus Caullery, 1915
- Geslacht Lumara Stimpson, 1853 => Thelepus Leuckart, 1849
- Geslacht Neottis Malmgren, 1866 => Thelepus Leuckart, 1849
- Geslacht Phenacia Quatrefages, 1866 => Thelepus Leuckart, 1849
- Geslacht Protothelepus Verrill, 1900 => Euthelepus McIntosh, 1885
- Geslacht Thelephusa Verrill, 1871 => Thelepus Leuckart, 1849
- Geslacht Thelepides Southern, 1914 => Parathelepus Caullery, 1915
- Geslacht Thelepodopsis Sars, 1872 => Thelepus Leuckart, 1849
- Geslacht Venusia Johnston, 1865 => Thelepus Leuckart, 1849